# Опроміненість
Опроміненість (рос. облученность, энергетическая освещенность, англ. irradiance):
1. Потік енергії випромінення, поділений на площу поверхні, на яку він падає. Одиниця — Вт м−2.
2. Сила випромінення, отримана поверхнею, поділена на площу цієї поверхні. Для колімаційних пучків інколи називається інтенсивністю.